# بیهور
شهر بیهور (به رومانیایی: Beiuş) در شهرستان بیهور در کشور رومانی واقع شده‌است. جمعیت این شهر ۱۲٬۰۸۹ نفر  است.